# Anton Dorazil
Anton Dorazil (auch: Dorasel; Dorasiel, Doras(s)il; Thorasill; tschechisch: Antonín Dorazil; * um 1695 vermutlich in Prag; † 5. Mai 1759 in Grüssau) war ein böhmischer Bildhauer des Barock.

## Leben
Anton Dorazil erlernte den Bildhauerberuf in der Prager Werkstatt des Ferdinand Maximilian Brokoff. Nachdem Brokoff vom Grüssauer Abt Innozenz Fritsch einen großen Auftrag für die bildhauerische Ausstattung des Neubaus der Grüssauer Klosterkirche erhalten hatte, folgte ihm Anton Dorazil 1729 dorthin. 1733 vermählte er sich in Grüssau mit Anna Katharina, einer Tochter des dortigen Kretschmers Melchior Puschmann.
Nach dem Tod Brokoffs 1731 übernahm Anton Dorazil die Leitung der Bildhauerwerkstatt, in der weitere in Prag ausgebildete Bildhauer, u. a. Johann Georg Gode († 23. Januar 1758), ein Sohn des Breslauer Bildhauers Johann Ludwig Gode und der aus Kuttenberg stammende Johann Christian Schlesinger, beschäftigt waren. Der Brokoff erteilte Auftrag wurde weitgehend nach dessen Entwürfen und Modellen fortgeführt. Folgende Arbeiten für das Kloster Grüssau werden Anton Dorazil zugeschrieben:
- 1729–1733: figürliche Fassadendekoration nach Entwürfen und Modellen von Brokoff (zusammen mit Johann Georg Gode)
- vor 1735: Hauptaltar (nach Entwurf von Brokoff)
- 1730–1735: Figuren für das Chorgestühl (nach Entwürfen und Modellen Brokoffs)
- 1736: plastische Dekoration des Orgelprospekts (nach Entwurf von Brokoff)
- 1736–1738 und um 1759: bildhauerisches Dekor und Stuck der Fürstenkapelle
- 1743–1744: Jesuskind-Altar mit einer aus Glatz stammenden Figur aus dem 17. Jahrhundert
- 1744–1746: Altar des Gottvaters; Hl.-Kreuz-Altar
- 1748–1758: Skulpturen für den Hauptaltar
- 1750: Altar für die Loreto-Kapelle; zwei Engel mit Weihwasserschalen
- 1751–1755: Benedikt- sowie Bernhard-Altar
- 1754–1755: Altar des Allerheiligsten Sakraments (zusammen mit J. A. Lachel)
- 1754–1756: Skulpturen für den Altar Vorfahren Christi

Seine Werke führte er überwiegend in Holz und Stuck aus. Sein eigenständigstes und reifes Werk repräsentiert das bildhauerische Dekor und der Stuck des Piastenmausoleums. Durch die Werke der Brokoff-/Dorazil-Werkstatt wurde die damals dominierende Strömung des böhmischen Barocks nach Schlesien gebracht.
Für die Pfarrkirche St. Maria in Schmiedeberg schuf Anton Dorazil 1749 den architektonischen Hauptaltar und die Kanzel.
Nach Dorazils Tod 1759 übernahm der ebenfalls aus Böhmen stammende Joseph Anton Lachel die Grüssauer Werkstatt. Dieser heiratete 1762 Dorazils Tochter und arbeitete auch mit seinem Schwager Roman Laurentius Dorazil zusammen, der im Grüssauer Stiftsland und in anderen Teilen Niederschlesiens ebenfalls als Bildhauer tätig war.